# 민국 4공자

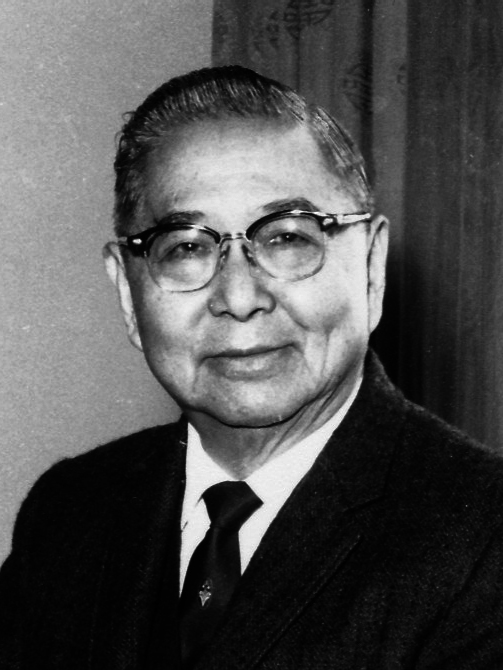
쑨커 전직 중화민국 고시원장
(민국 4공자 제1기 중 일원)

민국 4공자(民國四公子)는 국민정부 시대 중화민국 대륙 본토 시절(근대 민국 본토)을 풍미한 4명의 공자(公子)를 일컫는 용어이다. 각기 청나라와 중화제국 및 국민정부 시대 중화민국 대륙 본토 유명 정치가의 아들을 뜻한다.

## 구성원
- 푸퉁(溥侗, 1877년 8월 16일 ~ 1952년 6월 29일) - 청나라 황족 겸 정치가 아이신줴뤄 짜이즈 공의 서자.
- 위안커원(袁克文, 1889년 3월 21일 ~ 1931년 9월 22일) - 위안스카이 중화제국 군주 서자.
- 쑨커(孫科, 1895년 10월 21일 ~ 1973년 9월 13일) - 쑨원 중화민국 대통령 외동아들.
- 장쉐량(張學良, 1898년 6월 4일 ~ 2001년 10월 15일) - 장쭤린 중화민국 국가원수 권한대행 장남.
- 장샤오뤄(張孝若, 1898년 2월 8일 ~ 1935년 10월 17일) - 중화민국 정치가 장젠 선생의 서자.
- 장보주(張伯駒, 1898년 3월 2일 ~ 1982년 2월 26일) - 중화민국 정치가 장전팡 선생의 아들.
- 루샤오자(盧小嘉, 1899년 3월 16일? ~ 1968년 8월 15일?) - 중화민국 해군 군인 겸 정치가 루융샹 제독의 아들.
- 돤훙강(段宏纲, 1900년 2월 29일? ~ 1948년 6월 3일?) - 돤치루이 중화민국 대총통 양자(원래 양부 돤치루이의 친조카).